# مونیکا اندرسون
مونیکا اندرسون یک دانشمند رایانه آمریکایی است که دانشیار علوم رایانه در دانشگاه آلاباما است. اندرسون روی رباتیک کار می‌کند، با تمرکز بر سیستم‌های چند عاملی‌، سیستم‌های چند روباتی و رابط‌های کاربری . اندرسون در سال ۲۰۰۸ جایزه تعالی آموزش UPE را دریافت کرد، و کارگاه آموزشی (AAAI 2008) در مورد تحرک و بکاربری را در بیست و سومین کنفرانس AAAI در مورد هوش مصنوعی سازماندهی کرد.

## تحصیلات
اندرسون در سال ۱۹۹۰ مدرک کارشناسی علوم رایانه را از دانشگاه ایالتی شیکاگو و در سال ۲۰۰۶ مدرک پی‌اچ‌دی را در رشته علوم و مهندسی رایانه از دانشگاه مینه سوتا دریافت کرد.

## تحقیقات و پژوهش
اندرسون مدیر آزمایشگاه مستقل توزیع شده در بخش علوم رایانه در دانشگاه آلاباما است که شامل چندین پروژه مرتبط با سیستم‌ها و رابط‌های کاربری چند عامله و چند روباتی و معتبر است. نتایج حاصل از این پروژه‌ها شامل شناسایی عوامل کاهش‌دهنده اعتماد اپراتور به سیستم‌های مستقل، مکانیسم‌هایی برای افزایش خودکارآمدی در دوره‌های مقدماتی علوم رایانه با استفاده از روباتیک، و رویکردهای بهبود طراحی چارچوب‌های دستگاه مستقل است.